# Пакор I
Пако́р I (др.-греч. ΠΑΚΟΡΟΣ) — царь Парфии из династии Аршакидов, правивший в 51—38 годах до н. э. Сын Орода II, был соправителем своего отца в западных районах Парфии, где вёл войны с римлянами.

## Война с римлянами

### Расстановка сил
Имя Пакора в сохранившихся источниках впервые упоминается в 51 году до н. э., в качестве главы парфянской армии во время её вторжения в римскую провинцию Сирия. В то время Пакор был молод и неопытен, и командовать войсками ему помогал Осак, более закалённый в боевых действиях воин. Силы Пакора состояли из большого отряда парфянской кавалерии и значительного контингента союзников, часть из которых, возможно, были арабами. Сообщалось также, что Артавазд, царь Армении и шурин Пакора, намеревался напасть на Каппадокию. С римской стороны парфянам должны были противостоять только что назначенные на эти должности проконсул Киликии Марк Туллий Цицерон и наместник Сирии Марк Кальпурний Бибул. Однако Бибул к началу военных действий находился ещё в пути из Рима в Сирию, и обороной этой провинции был вынужден заняться Гай Кассий Лонгин, квестор в войске Красса, спасший остатки римской армии после разгрома в битве при Каррах.
Поскольку ожидалось, что парфяне вторгнутся из Сирии в Киликию через Каппадокию, Цицерон решил выступить со своими силами (12 000 пехотинцев и 1 200 всадников) в такое место, где он мог бы подготовиться к действиям независимо от того, откуда будет совершено нападение. 19 сентября, во время марша в Киликию, Таркондимот — главный римский союзник за горами Тавра — сообщил, что Пакор пересёк Евфрат и расположился лагерем в Тибе. В Сирии вспыхнул мятеж, вероятно, инспирированный пропарфянской «партией». От Ямвлиха, сына Сампсикерама из Эмеса — вождя арабских союзников — поступили такие же известия. Цицерон отправился в лагерь, расположенный около Кибистры у подножия Тавра, где он мог как блокировать вторжение парфян через Каппадокию, так и создавать угрозу для колеблющегося Артавазда Армянского. Отсюда он обратился к сенату с настойчивой просьбой прислать больше войск, поскольку римских соединений в провинции едва хватало для поддержания порядка. Большинство легионов находились в Испании и Галлии вместе с Гнеем Помпеем и Гаем Юлием Цезарем, которые готовились к грядущей междоусобной войне и не желали делиться своими войсками. Ямвлих, Таркондимот и Дейотар оставались преданными Риму, но только на помощь последнего можно было полагаться с уверенностью. Положение ухудшало ещё и то, что местное население, страдавшее от алчности и гнёта предыдущих римских наместников, с нетерпением ожидало прихода парфян.

### Начало боевых действий
К 20 сентября Цицерон получил информацию о том, что парфяне прошли через Коммагену и находятся в Киррестике. Кассий со всеми своими войсками стоял в Антиохии, где в скором времени был окружён парфянами. Вскоре парфянские патрули проникли за границы Киликии, а значительная часть их кавалерии была уничтожена несколькими эскадронами римской конницы и преторианской когортой, расположенной в качестве гарнизона в Епифании. Когда стало очевидно, что набег парфян был направлен не на Каппадокию, а на Киликию, Цицерон проследовал форсированным маршем через Тавр у Киликийских Ворот и 5 октября прибыл в Тарс.
Ни римские военачальники, ни римские и греческие историки не смогли понять тактику, которую использовали парфяне. Эта экспедиция представляла собой кавалерийский рейд, совершённый сравнительно небольшим отрядом быстро скачущих всадников, целью которых было не завоевание, так как их численность и снаряжение были недостаточными для этого, а грабёж и разрушение неприятельской материальной базы. Вот почему они нанесли удар не по Каппадокии, а по богатой области вокруг Антиохии. Можно было сравнительно легко пересечь Евфрат, избежать столкновений с малыми гарнизонами в городах и напасть на богатые виллы и пригороды Антиохии. Кассий укрылся в хорошо укреплённой части города, где и оставался до ухода парфян. Этот уход, скорее всего, объяснялся завершением грабежа городских земель, а не какой-либо акцией римских войск, как это утверждает и сам Цицерон.
Затем парфяне двинулись дальше к Антигонее (её местоположение не установлено), где безуспешно попытались вырубить леса, затрудняющие движение кавалерии. Между тем Кассий отважился побеспокоить фланги противника, тем самым уменьшив, несомненно, его численность и ухудшив моральное состояние вражеских войск. Когда Кассий устроил засаду вдоль дороги, по которой парфяне двигались из Антигонеи, то он применил как раз парфянскую тактику: предпринял притворное отступление с небольшим отрядом солдат, а затем вернулся со всем своим войском, чтобы окружить дезорганизованных преследователей. В начавшемся затем сражении парфянский военачальник Осак был смертельно ранен и через несколько дней умер. Кассий сообщил об этой победе сенату в донесении, датированном 7 октября 51 года до н. э. Вскоре Бибул, недавно прибывший в Сирию, вступил в Антиохию.
Парфяне под командованием Пакора сразу же отступили и ушли на зимние квартиры в Киррестику. И римляне, и парфяне готовились к новой схватке. Общее командование римскими войсками было поручено Гнею Помпею, и Цезарь передал I и XV легионы для предполагаемой экспедиции Помпея. В феврале 50 года до н. э. Дейотар решил присоединиться к силам Марка Туллия Цицерона со своими 30 когортами, по 400 человек каждая, и 2 000 всадников. 5 июня Цицерон, находясь в Тарсе, услышал о «страшных грабежах» в Киликии и об охваченной войной Сирии. Бибул не отважился выступить из Антиохии.

### Противостояние Пакора с Ородом
Пытаясь предотвратить вторжение, наместник Сирии Бибул обратился к дипломатии, а не к оружию. Завоевав уважение сатрапа Орнодапата, который был настроен враждебно по отношению к Ороду, Бибул убедил его в том, что надо посадить на парфянский трон Пакора. Войска, предназначенные для войны против римлян, должны были быть использованы против Орода. Но прежде чем этот план был реализован, последний, очевидно[кому?], узнал о нём и отозвал Пакора. Предполагавшееся вторжение летом 50 года до н. э. не состоялось, и к середине июля Цицерон почувствовал, что опасность со стороны парфян больше не угрожает, и он мог бы безопасно отбыть в Рим. Гарнизоны, расквартированные в Апамее и других местах, были отозваны, что вызвало некоторую критику. Пакору сохранили жизнь, а позже ему даже вернули верховное командование, причём он показал себя одним из наиболее способных полководцев, которыми когда-либо располагала Парфия.

### Поход Пакора и Лабиена
В следующем десятилетии Парфия не смогла осуществить сколько-нибудь серьёзное вторжение. В 49 году до н. э. в Риме началась гражданская война, что, несомненно, укрепило положение парфян. Помпей после поражения при Фарсале (август 48 года до н. э.) вёл с Ородом переговоры о военной помощи и даже собирался искать у него убежища. Всё же Ороду не удалось в полной мере использовать выгоды своего положения. Возможно, причиной этого было осложнение положения на востоке Парфянской державы. Тот факт, что тетрадрахмы не чеканились примерно с 52 года по 40/39 года до н. э., возможно, указывает на перемещение центра активности парфян в восточную часть их империи. Цезарь лелеял среди прочих агрессивных планов и план парфянской кампании, но также ничего не смог предпринять.
После убийства Цезаря парфянские отряды участвовали на стороне республиканцев в двух битвах под Филиппами. Это свидетельствует о том, что парфяне вмешивались в римские дела, стремясь использовать в своих интересах возникшую в Риме борьбу.
Римско-парфянские отношения резко обострились с появлением на Востоке Марка Антония, считавшего себя наследником Цезаря и исполнителем его неосуществлённых планов. Пакор, желая вырвать инициативу из рук Антония, вновь выступил в поход против римлян. С ними находился Квинт Лабиен, один из тех послов, которых Брут и Кассий отправили в Парфию за подкреплением. Когда Лабиен узнал о проскрипциях, которые последовали после сражения при Филиппах, он перешёл на сторону парфян. Под объединённым командованием Лабиена и Пакора парфянская армия пересекла Евфрат весной 40 года до н. э. и вторглась в Сирию. Их нападение на Апамею закончилось неудачей, но маленькие гарнизоны на близлежащей территории им легко удалось привлечь на свою сторону, так как они служили Бруту и Кассию. В решающем сражении наместник Луций Децидий Сакса был разбит благодаря численному превосходству и боевым качествам парфянской кавалерии, а его брат, бывший при нём квестором, потерял многих из своих людей, которые перебежали к Лабиену. Этому способствовали листовки, обёрнутые вокруг стрел, которые направлялись в римский лагерь. В конце концов, глухой ночью Сакса бежал в Антиохию, лишившись в результате большей части своих людей. Лабиен без сопротивления овладел Апамеей.
Для того, чтобы максимально использовать сложившуюся ситуацию, Лабиен и Пакор разделили свои войска, причём римлянин повернул на север в погоню за Саксой, а парфянин — на юг, в Сирию и Палестину. Саксу заставили покинуть Антиохию и бежать в Киликию, где он был захвачен и казнён. Затем Лабиен продолжил свою самую успешную кампанию в Малой Азии, в ходе которой он захватил почти все малоазийские города. Зенон из Лаодикеи и Гибрей из Миласы попытались оказать ему сопротивление, но другие, будучи безоружными и миролюбиво настроенными, подчинились. Алабанда также сдалась, но только после тяжёлой борьбы. Стратоникея в Карии, хотя и находилась долгое время в осаде, так и не была захвачена. Наместник Азии Луций Мунаций Планк в поисках убежища бежал на острова. Войска Лабиена, возможно, проникли вплоть до Лидии и Ионии. Естественно, он воспользовался сложившейся ситуацией, чтобы собрать деньги с захваченной территории.
Пакор, двигавшийся вдоль побережья, и один из его командиров, Барзафарн, продвигавшийся вглубь римских владений, благополучно встретились на юге. Перед ними капитулировала вся Сирия, за исключением Тира, против которого Пакор, не имеющий флота, оказался бессилен. В некоторых городах, таких как Сидон и Птолемаида (Акра), его принимали с почестями. В Иудее парфяне низложили царя и первосвященника Гиркана и назначили его преемником племянника Антигона.
Практически все азиатские владения Рима находились теперь в руках Парфии или оказались под серьёзной угрозой с её стороны. Антоний хотя и знал об этой ситуации, но не предпринял решительных действий во время своего путешествия вверх по сирийскому побережью по пути из Египта в Грецию, поскольку война в Италии продолжалась и его присутствие там было крайне необходимо.

### Ответный удар римлян
В 39 году до н. э. Антоний в достаточной мере контролировал ситуацию в Римском государстве, чтобы начать новую кампанию против парфян. Ещё в 40 году до н. э. он заранее отправил в Азию Публия Вентидия Басса, и этот военачальник застал врасплох Лабиена, имевшего лишь небольшой отряд местных войск, так как его парфянские союзники в то время отсутствовали. Лабиен, который не мог вступить в битву, был вынужден бежать в Сирию, где, по сути, оказался загнанным в угол. И римляне, и отряды Лабиена ожидали подкрепления; для первых это были тяжеловооружённые воины, для последних — парфяне. Обе стороны получили помощь в один и тот же день, но Вентидий поступил мудро, оставшись в своём лагере на возвышенности, где парфянские всадники не могли действовать эффективно. Излишне самоуверенные из-за своих предыдущих успехов парфяне пошли в наступление, не посчитав необходимым объединиться с силами Лабиена, и атаковали склон холма, на котором их поджидали римляне. Легионы встретили их стремительным броском, сметая всё на своём пути. Уцелевшие в этой битве парфяне отступили в Киликию, даже не попытавшись соединиться с Лабиеном, который предпринял попытку бежать с наступлением ночи. Дезертиры донесли о его планах противнику; многие из его отрядов были уничтожены, попав в засаду, а оставшиеся перешли на сторону римлян. Сам Лабиен бежал, но вскоре был захвачен в плен и казнён.
Вентидий освободил Киликию и затем отправил Попедия Силона с отрядом кавалерии охранять Аманские ворота, через которые проходил путь в Сирию. Однако этот командир не смог занять проход и был почти разгромлен защищавшим его парфянским военачальником Фарнапатом. В критический момент прибыл с подкреплением Вентидий и повернул ход сражения в пользу римлян. Фарнапат и большая часть его отряда были перебиты. Очевидно, после этого, в конце 39 года до н. э., Пакор ушёл из Сирии, которую теперь занял Вентидий. Война спорадически продолжалась во многих местах; Арад долго оказывал сопротивление, а Вентидий на некоторое время расположился лагерем около Иерусалима, хотя и не стал штурмовать город. Когда он уходил, то оставил поблизости отряд под командованием Силона и сам повернул на север, чтобы нанести удар по тем городам, которые все ещё находились на стороне парфян.

### Разгром парфян и смерть Пакора
Пока легионы Вентидия стояли на зимних квартирах за Тавром в Каппадокии, ранней весной 38 года до н. э. Пакор собрал всю свою армию и вновь вторгся в Сирию. Ситуация была чревата опасностью всеобщего восстания, так как многие римские наместники угнетали подвластные народы, тогда как парфянская администрация при Пакоре, очевидно, пользовалась популярностью. Столкнувшись с таким положением дел, Вентидий был вынужден действовать осторожно. Зная о том, что один из его союзников, Фарней из Киррестики, находится в тайном сговоре с парфянами, Вентидий решил использовать его, чтобы получить преимущество. Вентидий обращался с ним так, будто был полностью в нём уверен, но притворялся, что опасается как раз такого развития событий, какого на самом деле хотел больше всего. Поступая таким образом, он заставил Фарнея дать Пакору совершенно ложное представление о ситуации. Пакору рассказали, что римляне надеются, что он будет наступать через Зевгму по обычному и самому короткому пути, так как тогда они смогут избежать обстрела парфянских лучников на холмах; если же парфяне пересекут Евфрат несколько ниже, то Вентидия ждёт катастрофа. Действуя согласно этой ложной информации, Пакор повёл свои войска по длинному пути через Киррестику и потратил 40 дней на поиск материала и строительство моста через реку, которая в этом месте была очень широкой.
За это время Вентидий собрал все свои силы и был готов к сражению уже за три дня до прихода парфян. Поскольку он не препятствовал переходу парфян через Евфрат, то они решили, что у него недостаточно сил, и попытались напасть на его лагерь, который находился на возвышенности около Гиндара, немного западнее реки Африн. Атакующее войско, состоявшее из кавалерии, было отброшено к холмам в беспорядке и уничтожено внизу римскими тяжеловооружёнными воинами и пращниками. В суматохе Пакор был убит, и его смерть послужила парфянскому войску сигналом к бегству. Несколько отличную версию этого события даёт Юстин, согласно которому часть легионов Вентидия атаковала парфян, нанесла им поражение и преследовала их. Когда Пакор увидел, что римский лагерь не защищён, он напал на него с остатками своих сил. Тогда выступили римские резервы и разбили их наголову, причём в этом последнем сражении погиб Пакор. Из оставшихся парфян одни были отрезаны от основных сил и убиты при попытке пересечь по мосту Евфрат, другие бежали в поисках убежища к Антиоху Коммагенскому, тестю Орода, который в то время открыто встал на сторону парфян. Голова Пакора была выставлена в мятежных городах Сирии, которые, как сообщается, были таким образом приведены к покорности.
По всей очевидности, Пакор обладал огромной энергией и необычайным военным талантом, иначе его смерть не рассматривалась бы римлянами как тяжёлый удар по Парфии, который смыл позор поражения при Каррах. Считается, что именно при этом правителе население Ктесифона увеличилось за счёт интенсивного притока новых граждан, а сам город был укреплён стенами и получил греческое название.

## В культуре
Пакор I стал персонажем трагедии Пьера Корнеля «Сурена» (1674).